# Nucleofiele substitutie
Een nucleofiele substitutie is een type substitutiereactie, waarbij een nucleofiel deeltje aanvalt op een ander (elektronarm) deeltje. Hierbij wordt een functionele groep op een molecule vervangen (vertrekkende groep) door het nucleofiel. Een nucleofiel deeltje moet altijd een sterkere base zijn dan de geëlimineerde groep, dit omdat bij een afnemende base-sterkte ook de bindingssterkte afneemt. Over het algemeen kan gesteld worden dat alle negatief geladen deeltjes, of groepen met een formeel of informeel negatief geladen site, zich kunnen gedragen als nucleofiel.
Vaak treedt ook competitie met eliminatiereacties op. Dat kan leiden tot een mengsel van het substitutie- en eliminatieproduct, wat in veel gevallen ongewenst is. Een voorbeeldreactie hierbij is de reactie tussen tert-butanol en zoutzuur, waarbij enerzijds tert-butylchloride (het substitutieproduct) ontstaat en anderzijds isobuteen (het eliminatieproduct):
Eliminatiereacties en substitutiereacties worden daarom ook wel compitatieve reacties genoemd, ze vinden simultaan plaats onder exact dezelfde omstandigheden met dezelfde reagentia.

## Reactiemechanismen
Nucleofiele substitutie kan met alifatische verbindingen plaatsvinden, maar ook met aromatische verbindingen.
Bij alifatische nucleofiele substituties zijn er twee reactiemechanismen te onderscheiden, namelijk SN1 en SN2.
Aromatische verbindingen ondergaan lastiger nucleofiele substitutie reacties door de hoge elektronendichtheid van de aromatische ring, substitutie verloopt gemakkelijker wanneer er inductief en/of mesomere elektronenzuigende groepen aanwezig zijn.

### SN1
Bij de SN1-reactie verlaat de leaving group het molecuul als eerste, alvorens het nucleofiel aan de molecule gebonden wordt. De reactie verloopt dan dus in twee stappen. Tijdens de eerste stap ontstaat een carbokation. De bindingen van het koolstofatoom zijn dan niet sp3-gehybridiseerd, maar sp2-gehybridiseerd. Doordat de drie bindingen aan het carbokation in één vlak liggen, kan het nucleofiel aan beide zijden aanvallen. Er is hierbij geen voorkeur. Daardoor is bij 50% procent van de gevormde moleculen de configuratie niet veranderd, en bij de andere 50% is er inversie opgetreden. Dit proces wordt racemisatie genoemd.

### SN2
Bij de SN2-reactie wordt de verbinding met de leaving group verbroken terwijl de binding met de nucleofiel zich al aan het vormen is. De nucleofiel valt dan van achteren aan, omdat daar nog een leeg orbitaal zit. Als de leaving group eenmaal weg is, treedt inversie van de geometrie op. Doordat de nucleofiel van achteren aanvalt zitten de andere bindingen in het begin erg dicht bij het nucleofiel, wat tot sterische hindering leidt. Daardoor klapt het molecuul als het ware om. Dit effect heeft verregaande gevolgen voor de stereochemie. Het leidt namelijk tot inversie van de configuratie.

### Andere nucleofiele substituties
Naast de SN1- en SN2-reactie bestaan nog enkele specifieke substitutiereacties, waaronder de interne nucleofiele substitutie en de nucleofiele aromatische substitutie.

## Vergelijking tussen SN1 en SN2

### Type substraat
Een SN2-reactie komt vooral voor bij primaire substraten. Wanneer er meerdere R-groepen aanwezig zijn hinderen zij de aanval van het nucleofiel. Er is dan sprake sterische hindering.
Een SN1-reactie treedt vooral op bij secundaire en tertiaire substraten. Aangezien de leaving group het substraat eerst verlaat wordt er een carbokation gevormd. Dit wordt door hyperconjugatie gestabiliseerd en dat kan enkel wanneer één of meerdere elektronenstuwende alkylgroepen aanwezig zijn. Het nucleofiel valt daarna het goed bereikbare planaire carbokation aan.

### Stereochemische implicaties
De aanval van een nucleofiel op een carbokation heeft enkele stereochemische implicaties. Indien de 3 alkylgroepen op het carbokation verschillend zijn, dan kan een stereogeen centrum op dit koolstofatoom ontstaat. Het nucleofiel kan dan van beide zijden op het carbokation aanvallen. Dit leidt in de meeste gevallen tot racemisatie: een equimolair mengsel van beide mogelijke enantiomeren. Bij een SN2-reactie treedt daarentegen inversie van de configuratie op (Waldeninversie).

### De rol van het oplosmiddel
Het carbokation kan niet enkel gestabiliseerd worden door hyperconjugatie of delokalisatie, maar ook door het oplosmiddel. Een polair protisch oplosmiddel kan dit carbokation als het ware solvateren. Niet zelden treedt hier een solvolyse op: het oplosmiddel treedt zelf als nucleofiel op.
Bij een SN2-reactie moet geen lading gestabiliseerd worden, waardoor het gebruik van polair aprotische oplosmiddelen ideaal is. Bovendien wordt hiermee vaak het tegenion van het nucleofiel afgezonderd, wat het nucleofiel in wezen reactiever maakt.